# Kremenorožnjače
Kremenorožnjače (Demospongiae) su razred spužvi. Fosili datiraju od kambrija. Spikule (iglice) su im često izolirane, te su fosili dosta rijetki.

## Klasifikacija
Hooper i van Soest daju sljedeću klasifikaciju u redove:
- Podrazred Homoscleromorpha Bergquist, 1978
  - Homosclerophorida Dendy, 1905
- Podrazred Tetractinomorpha
  - Astrophorida Sollas, 1888
  - Chondrosida Boury-Esnault & Lopès, 1985
  - HadromeridaTopsent, 1894 (spužve građene od megasklera (velikih spikula))
  - LithistidaSollas, 1888 (recentne spužve građene od čvrsto stopljenih iglica)
  - Spirophorida Bergquist & Hogg, 1969
- Podrazred Ceractinomorpha Levi, 1953
  - Agelasida Verrill, 1907
  - Dendroceratida Minchin, 1900
  - Dictyoceratida Minchin, 1900
  - Halichondrida Gray, 1867
  - Halisarcida Bergquist, 1996
  - Haplosclerida Topsent, 1928
  - Poecilosclerida Topsent, 1928
  - Verongida Bergquist, 1978
  - Verticillitida Termier & Termier, 1977

Molekularni dokazi pokazuju da Homoscleromorpha možda ne pripada u ovaj razred.